# Saga (Saga)
Saga (佐賀市 Saga-shi?) es la capital de la prefectura de Saga localizada en la isla de Kyūshū en Japón.
El 1 de octubre de 2005, la ciudad se unió a las localidades cercanas de Yamato y Fuji (todas del distrito de Saga) además de unirse con Mitsuse del distrito de Kanzaki para formar la nueva y actual, ciudad de Saga.
Además, esta ciudad es tierra natal del famoso ingeniero industrial Shigeo Shingo, y del piloto de combate Saburo Sakai, el mayor as de la Armada Imperial Japonesa durante la Segunda Guerra Mundial.

## Educación

### Universidades
- Saga University

Privadas
- Saga Junior College
- Saga Women's Junior College

### Senior High Schools
De la Prefectura
- Chienkan High School
- Koshikan Senior High School
- Saga Commercial High School
- Saga Higashi High School
- Saga Kita High School
- Saga Nishi High School
- Saga Technical High School

Privadas
- Hokuryo High School
- Kōgakukan High School
- Saga Gakuen High School
- Saga Ryukoku
- Saga Seiwa High School
- Saga Girls' High School

## Ciudades hermanadas
- Condado de Warren, Nueva York y Glen Falls, Nueva York.
- Yeonje-gu, Busán.
- Lianyungang, Jiangsu.
- Cussac-Fort-Médoc, Gironda.
- Limeira, São Paulo.